# Aspalathus quinquefolia
Aspalathus quinquefolia är en ärtväxtart som beskrevs av Carl von Linné. Aspalathus quinquefolia ingår i släktet Aspalathus och familjen ärtväxter.

## Underarter
Arten delas in i följande underarter:
- A. q. acocksii
- A. q. compacta
- A. q. quinquefolia
- A. q. virgata